# Klegen (Kartoharjo)
Klegen is een bestuurslaag in het regentschap Madiun van de provincie Oost-Java, Indonesië. Klegen telt 7872 inwoners (volkstelling 2010).